# A. L. Rowse

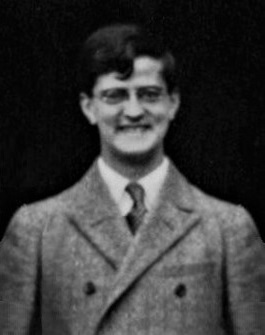
Alfred Leslie Rowse (1926)

Alfred Leslie Rowse, meist A. L. Rowse zitiert, genannt Leslie Rowse, (* 4. Dezember 1903 in Tregonissey, St Austell, Cornwall; † 3. Oktober 1997 in Cornwall) war ein britischer Historiker, Dichter und Autor, der auch für seine Beschäftigung mit William Shakespeare und dessen Zeit bekannt ist.

## Leben
Rowse kam aus armen Verhältnissen, sein Vater arbeitete in Cornwall in einer Tongrube. Er gewann ein Stipendium für den Schulbesuch und das Studium der Geschichte am Christ Church College in Oxford ab 1921. Gefördert wurde er durch den Gelehrten Sir Arthur Quiller-Couch, der frühzeitig seine Begabung erkannte und ebenfalls aus Cornwall war. 1925 schloss er das Studium mit Bestnoten ab und wurde Fellow des All Souls College. 1929 erhielt er den M.A. und wurde 1927 Lecturer am Merton College in Oxford. 1930 wurde er Lecturer an der London School of Economics. Nach dem Krieg setzte er seine Karriere in Oxford fort und wurde Sub-Warden des All Souls College. 1953 erhielt er einen D.Litt. in Oxford. Außerdem war er ab den 1950er Jahren Senior Research Fellow der Huntington Library in Kalifornien, wohin er häufig reiste. Er veröffentlichte an die hundert Bücher und hielt viele Vorlesungen besonders in den USA. 1973 ging er in Oxford in den Ruhestand und zog nach Cornwall. Er liegt auf dem Campdowns Friedhof in Charlestown bei St Austell.
Von ihm stammen unter anderem mehrere Biographien von Shakespeare (die sich nach dem Nachruf in der New York Times durch große Gelehrsamkeit, aber teilweise auch durch kühne, selbstbewusst vorgetragene Spekulationen auszeichnen, zum Beispiel über die Dark Lady der Sonnette), aber auch zum Beispiel Biographien über Matthew Arnold, John Milton, Christopher Marlowe, die Familie Churchill, zeitgenössische Historiker, Homosexualität in der Geschichte (er war selbst offen homosexuell) und Bücher über Cornwall. Er veröffentlichte auch Gedichte und schrieb für Zeitungen wie die The New York Times.
1931 und 1935 kandidierte er für die Labour Party in Penryn und Falmouth um einen Parlamentssitz, war aber nicht erfolgreich. Um beim dritten Anlauf gegen den Kandidaten der Konservativen erfolgreich zu sein traf er für 1939 eine Abmachung mit der Liberalen Partei, durch den Kriegsausbruch kam es aber nicht mehr dazu. Danach gab er seine politischen Ambitionen auf und näherte sich gegen Ende seines Lebens den Tories. Eines seiner Lieblingsthemen war der kulturelle Niedergang im 20. Jahrhundert und die Verurteilung der Appeasement-Politik gegen Hitler.
Er war Fellow der Royal Society of Literature, der Royal Historical Society und der British Academy (1958) und Companion of Honour (CH). 1957 gab er die Raleigh Lecture der British Academy über Richard Grenville.

## Schriften (Auswahl)

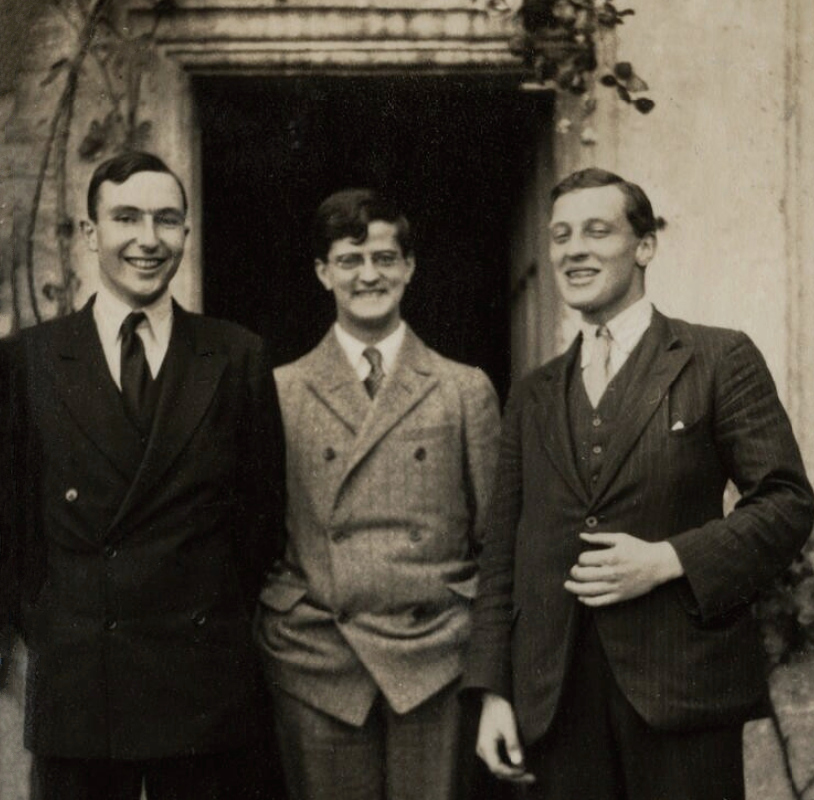
Alfred Leslie Rowse (Mitte; Juni 1926)

- On History: a Study of Present Tendencies, London: Kegan Paul, Trench, Trubner & Co., 1927
- Science and History: a New View of History, London: W. W. Norton, 1928
- Politics and the Younger Generation, London: Faber & Faber, 1931
- The Question of the House of Lords, London: Hogarth Press, 1934
- Queen Elizabeth and Her Subjects (with G. B. Harrison), London: Allen & Unwin, 1935
- Mr. Keynes and the Labour Movement, London: Macmillan, 1936
- Sir Richard Grenville of the „Revenge“, London: Jonathan Cape, 1937
- Tudor Cornwall, London: Jonathan Cape, 1941
- A Cornish Childhood, London: Jonathan Cape, 1942
- The Spirit of English History, London: Jonathan Cape, 1943
- The English Spirit: Essays in History and Literature, London: Macmillan, 1944
- West-Country Stories, London: Macmillan, 1945
- The Use of History (key volume in the Teach Yourself History series), London: Hodder & Stoughton, 1946
- The End of an Epoch: Reflections on Contemporary History, London: Macmillan, 1947
- The England of Elizabeth: the Structure of Society. London: Macmillan, 1950
- The English Past: Evocation of Persons and Places, London: Macmillan, 1951
- An Elizabethan Garland, London: Macmillan, 1953
- The Expansion of Elizabethan England, London: Macmillan, 1955
- The Early Churchills, London: Macmillan, 1956
- The Later Churchills, London: Macmillan, 1958
- The Elizabethans and America: The Trevelyan Lectures at Cambridge, 1958, London, Macmillan, 1959
- St Austell: Church, Town, Parish, St Austell: H. E. Warne, 1960
- All Souls and Appeasement: a Contribution to Contemporary History, London: Macmillan, 1961
- Ralegh and the Throckmortons, London: Macmillan, 1962
- William Shakespeare: a Biography, London: Macmillan, 1963
- Christopher Marlowe: a biography, London: Macmillan, 1964
- Shakespeare's Sonnets, London: Macmillan, 1964
- A Cornishman at Oxford, London: Jonathan Cape, 1965
- Shakespeare's Southampton: Patron of Virginia, London: Macmillan, 1965
- Bosworth Field and the Wars of the Roses, London: Macmillan, 1966
- Cornish Stories, London: Macmillan, 1967
- A Cornish Anthology, London: Macmillan, 1968
- The Cornish in America, London: Macmillan, 1969 (auch als The Cousin Jacks)
- The Elizabethan Renaissance: the Life of Society, London: Macmillan, 1971
- The Elizabethan Renaissance: the Cultural Achievement, London: Macmillan, 1972
- The Tower of London in the History of the Nation, London: Weidenfeld & Nicholson, 1972
- Shakespeare The Man, London: Macmillan, 1973
- Windsor Castle In the History of the Nation, London: Weidenfeld & Nicolson, 1974
- Victorian and Edwardian Cornwall from old photographs, London: Batsford, 1974
- Simon Forman: Sex and Society in Shakespeare's Age, London: Weidenfeld & Nicolson, 1974
- Discoveries and Reviews: from Renaissance to Restoration, London: Macmillan, 1975
- Oxford: In the History of the Nation, London: Weidenfeld & Nicolson, 1975
- Jonathan Swift: Major Prophet, London, Thames & Hudson, 1975
- A Cornishman Abroad, London: Jonathan Cape, 1976
- Matthew Arnold: Poet and Prophet, London: Thames & Hudson, 1976
- Homosexuals In History, London: Weidenfeld & Nicolson, 1977
- Shakespeare the Elizabethan, London: Weidenfeld & Nicholson, 1977
- Milton the Puritan: Portrait of a Mind (London: Macmillan, 1977
- The Byrons and the Trevanions, London: Weidenfeld & Nicolson, 1978)
- A Man of the Thirties, London: Weidenfeld & Nicolson, 1979
- Memories of Men and Women, London: Eyre Methuen, 1980
- Shakespeare's Globe: his Intellectual and Moral Outlook, London: Weidenfeld & Nicolson, 1981
- A Life: Collected Poems, Edinburgh: William Blackwood, 1981
- Eminent Elizabethans, London: Macmillan, 1983
- Night at the Carn and Other Stories, London: William Kimber, 1984
- Shakespeare's Characters: a Complete Guide, London: Methuen, 1984
- Glimpses of the Great, London: Methuen, 1985
- The Little Land of Cornwall, Gloucester: Alan Sutton, 1986
- A Quartet of Cornish Cats, London: Weidenfeld & Nicolson, 1986
- Stories From Trenarren, London: William Kimber, 1986
- Reflections on the Puritan Revolution, London: Methuen, 1986
- The Poet Auden: a Personal Memoir, London: Weidenfeld & Nicolson, 1987
- Court and Country: Studies in Tudor Social History, Brighton: Harvester Press, 1987
- Froude the Historian: Victorian Man of Letters, Gloucester: Alan Sutton, 1987
- Quiller-Couch: a Portrait of „Q“, London: Methuen, 1988
- A. L. Rowse's Cornwall: a Journey through Cornwall's Past and Present, London: Weidenfeld & Nicolson, 1988
- Friends and Contemporaries, London: Methuen, 1989
- The Controversial Colensos, Redruth: Dyllansow Truran, 1989
- Discovering Shakespeare: a Chapter in Literary History, London: Weidenfeld & Nicolson, 1989
- Four Caroline Portraits, London: Duckworth, 1993
- All Souls in My Time, London: Duckworth, 1993
- The Regicides and the Puritan Revolution, London: Duckworth, 1994
- Historians I Have Known, London: Duckworth, 1995
- My View of Shakespeare, London: Duckworth, 1996
- Cornish Place Rhymes, Tiverton: Cornwall Books, 1997 (postum von S.  Butler herausgegebenes Erinnerungsbuch)
- The Elizabethan Age, 4 Bände, London: Folio Society, 2012, mit den Bänden:
  - The England of Elizabeth; The Expansion of Elizabethan England; The Elizabethan Renaissance: The Life of the Society; The Elizabethan Renaissance: The Cultural Achievement